# Sully-sur-Loire
Pour les articles homonymes, voir Sully.
Sully-sur-Loire est une commune française située dans le département du Loiret, en région Centre-Val de Loire.
La commune est située dans le périmètre du Val de Loire inscrit au patrimoine mondial de l'UNESCO. La ville constitue la porte d'entrée Est de la zone classée.

## Géographie

### Localisation

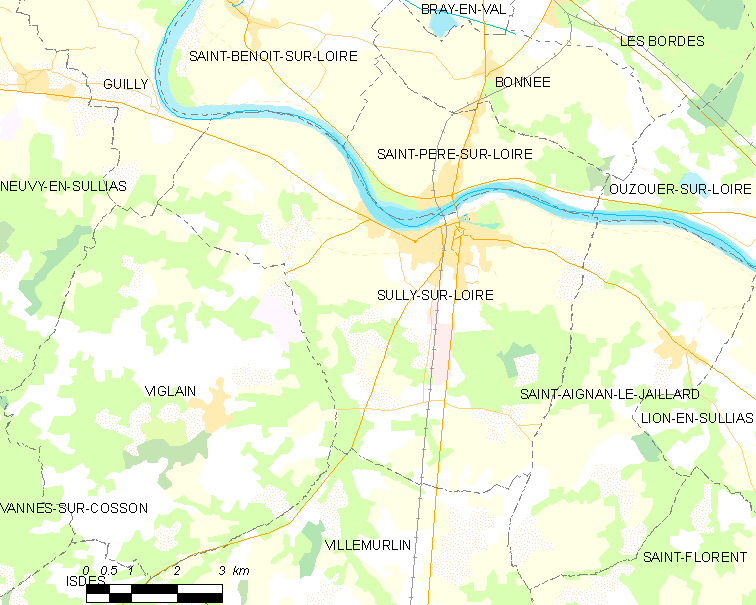
Carte de la commune de Sully-sur-Loire et des communes limitrophes.

La commune de Sully-sur-Loire se trouve dans le quadrant sud-est du département du Loiret, dans la région agricole du Val de Loire et l'aire urbaine de Sully-sur-Loire.  À vol d'oiseau, elle se situe à 38,0 km  d'Orléans, préfecture du département.
Les communes les plus proches sont : Saint-Père-sur-Loire (1 km), Bonnée (3,8 km), Saint-Aignan-le-Jaillard (5,4 km), Les Bordes (5,9 km), Viglain (6,7 km), Saint-Benoît-sur-Loire (7 km), Bray-en-Val (7,1 km), Ouzouer-sur-Loire (8 km), Guilly (8,4 km) et Saint-Aignan-des-Gués (9,3 km).
| Guilly, Saint-Benoît-sur-Loire | Saint-Père-sur-Loire | Ouzouer-sur-Loire, Saint-Aignan-le-Jaillard |
| Viglain, Guilly                | Sully-sur-Loire      | Saint-Aignan-le-Jaillard                    |
| Viglain                        | Villemurlin          | Saint-Aignan-le-Jaillard                    |

### Lieux-dits et écarts
Brosse ; Grand-Pont ; le Bourg d'Oiseaux.

### Topographie et géologie
Sully-sur-Loire se situe dans la moitié sud du Bassin parisien.

### Géologie et relief

#### Géologie
La commune se situe dans le sud du Bassin parisien, le plus grand des trois bassins sédimentaires français. Cette vaste dépression, occupée dans le passé par des mers peu profondes et des lacs, a été comblée, au fur et à mesure que son socle s’affaissait, par des sables et des argiles, issus de l’érosion des reliefs alentour, ainsi que des calcaires d’origine biologique, formant ainsi une succession de couches géologiques.
Les couches affleurantes sur le territoire communal sont constituées de formations superficielles du Quaternaire et de roches sédimentaires datant du Cénozoïque, l'ère géologique la plus récente sur l'échelle des temps géologiques, débutant il y a 66 millions d'années. Les plus anciennes sont des sables et argiles de Sologne remontant à l’époque Miocène de la période Néogène. Les plus récentes sont des alluvions récentes des lits mineurs remontant à l’époque Holocène de la période Quaternaire. Le descriptif de ces couches est détaillé dans  la feuille « n°399 - Châteauneuf-sur-Loire » de la carte géologique au 1/50 000ème du département du Loiret, et sa notice associée.

Carte géologique de la commune.

|  | Fz :  | alluvions récentes des lits mineurs, Holocène                                                     |
|  | FC :  | alluvions et colluvions du fond des vallées secondaires, Holocène                                 |
|  | Fy :  | alluvions récentes des levées et montilles de la Loire et des basses terrasses du Loing, Holocène |
|  | Fx :  | alluvions de basse terrasse de la Loire, Pléistocène (Wurm), terrasse +5 m                        |
|  | Fw :  | alluvions de haute terrasse de la Loire, Pléistocène (Riss), terrasse +10 -15 m                   |
|  | Fvb : | alluvions de haute terrasse, Pléistocène (Mindel), terrasse +20 m                                 |

|  | m3-p1SASo : | sables et argiles de Sologne, Langhien supérieur à Pliocène inférieur |

#### Relief
La superficie cadastrale de la commune publiée par l’Insee, qui sert de référence dans toutes les statistiques, est de 43,6 km2,. La superficie géographique, issue de la BD Topo, composante du Référentiel à grande échelle produit par l'IGN, est quant à elle de 43,74 km2. Son relief est relativement plat puisque la dénivelée maximale atteint 44 mètres. L'altitude du territoire varie entre 107 m et 151 m.

### Hydrographie et écologie
La commune est située dans la zone de protection spéciale vallée de la Loire du Loiret du réseau Natura 2000.

### Climat
Pour des articles plus généraux, voir Climat du Centre-Val de Loire et Climat du Loiret.
En 2010, le climat de la commune est de type climat océanique dégradé des plaines du Centre et du Nord, selon une étude du CNRS s'appuyant sur une série de données couvrant la période 1971-2000. En 2020, Météo-France publie une typologie des climats de la France métropolitaine dans laquelle la commune est exposée à un climat océanique altéré et est dans la région climatique Centre et contreforts nord du Massif Central, caractérisée par un air sec en été et un bon ensoleillement.
Pour la période 1971-2000, la température annuelle moyenne est de 10,7 °C, avec une amplitude thermique annuelle de 15,5 °C. Le cumul annuel moyen de précipitations est de 706 mm, avec 11,2 jours de précipitations en janvier et 7,3 jours en juillet. Pour la période 1991-2020, la température moyenne annuelle observée sur la station météorologique de Météo-France la plus proche, sur la commune de Saint-Benoît-sur-Loire à 7 km à vol d'oiseau, est de 12,0 °C et le cumul annuel moyen de précipitations est de 687,0 mm,. Pour l'avenir, les paramètres climatiques de la commune estimés pour 2050 selon différents scénarios d'émission de gaz à effet de serre sont consultables sur un site dédié publié par Météo-France en novembre 2022.
| Mois                                  | jan.           | fév.             | mars           | avril         | mai             | juin           | jui.           | août           | sep.           | oct.          | nov.             | déc.           | année     |
| ------------------------------------- | -------------- | ---------------- | -------------- | ------------- | --------------- | -------------- | -------------- | -------------- | -------------- | ------------- | ---------------- | -------------- | --------- |
| Température minimale moyenne (°C)     | 1,4            | 1                | 3,2            | 5             | 8,9             | 12,3           | 14             | 13,6           | 10,3           | 7,9           | 4,3              | 1,9            | 7         |
| Température moyenne (°C)              | 4,5            | 5                | 8,2            | 11            | 14,8            | 18,3           | 20,4           | 20,2           | 16,4           | 12,5          | 7,8              | 4,9            | 12        |
| Température maximale moyenne (°C)     | 7,5            | 9                | 13,3           | 16,9          | 20,8            | 24,3           | 26,8           | 26,8           | 22,4           | 17,2          | 11,3             | 7,9            | 17        |
| Record de froid (°C) date du record   | −19 17.01.1985 | −13,5 07.02.1991 | −11,8 01.03.05 | −4,6 04.04.22 | −1,5 10.05.1980 | 1,5 05.06.1991 | 4,5 04.07.1984 | 4,5 30.08.1993 | 1,5 09.09.1986 | −5,5 19.10.09 | −10,5 24.11.1998 | −16 31.12.1985 | −19 1985  |
| Record de chaleur (°C) date du record | 17,5 30.01.02  | 22,8 24.02.1990  | 26,6 31.03.21  | 29,8 21.04.18 | 34 28.05.17     | 39 18.06.22    | 42,9 25.07.19  | 42 10.08.03    | 36 09.09.23    | 30,4 02.10.23 | 23,3 07.11.15    | 19 16.12.1989  | 42,9 2019 |
| Précipitations (mm)                   | 55,4           | 51,3             | 47,3           | 54,8          | 70,4            | 49,8           | 56,3           | 49,2           | 52,5           | 62,2          | 68,1             | 69,7           | 687       |

### Milieux naturels et biodiversité

#### Sites Natura 2000
Le réseau Natura 2000 est un réseau écologique européen de sites naturels d’intérêt écologique élaboré à partir des Directives «Habitats » et «Oiseaux ». Ce réseau est constitué de Zones Spéciales de Conservation (ZSC) et de Zones de Protection Spéciale (ZPS). Dans les zones de ce réseau, les États membres s'engagent à maintenir dans un état de conservation favorable les types d'habitats et d'espèces concernés, par le biais de mesures réglementaires, administratives ou contractuelles. L'objectif est de promouvoir une gestion adaptée des habitats tout en tenant compte des exigences économiques, sociales et culturelles, ainsi que des particularités régionales et locales de chaque État membre. les activités humaines ne sont pas interdites, dès lors que celles-ci ne remettent pas en cause significativement l’état de conservation favorable des habitats et des espèces concernés,. Les sites Natura 2000 présents sur le territoire communal de Sully-sur-Loire sont au nombre de trois.

##### Sites d'importance communautaire (Directive "Habitats")
| Numéro    | Type | Nom                                                 | Arrêté                    | Localisation                       |
| --------- | ---- | --------------------------------------------------- | ------------------------- | ---------------------------------- |
| FR2400528 | SIC  | Vallée de la Loire de Tavers à Belleville-sur-Loire | Arrêté du 13 avril 2007   | Dans la frange nord de la commune. |
| FR2402001 | SIC  | Sologne                                             | Arrêté du 26 octobre 2009 | Dans la partie sud de la commune.  |

Le site de la « Vallée de la Loire de Tavers à Belleville-sur-Loire », d'une superficie de 7 120 ha, concerne 51 communes. La délimitation de ce site Natura 2000 est très proche de celle correspondant à la Directive Oiseaux. L'intérêt majeur du site repose sur les milieux ligériens liés à la dynamique du fleuve, qui hébergent de nombreuses espèces citées en annexe II de la directive Habitats.
La ZSC « Sologne », d'une superficie totale de 346 184 ha, constitue une vaste étendue émaillée d'étangs, située en totalité sur les formations sédimentaires du burdigalien. L'agriculture est en recul et on observe une fermeture des milieux naturels (landes). Plusieurs ensembles naturels de caractère différent se distinguent sur ce site :
- la Sologne des étangs ou Sologne centrale, qui recèle plus de la moitié des étangs de la région ; les sols sont un peu moins acides que dans le reste du pays ;
- la Sologne sèche ou Sologne du Cher, qui se caractérise par une plus grande proportion de landes sèches à bruyère cendrée, callune et Hélianthème faux-alysson ;
- la Sologne maraîchère, qui abrite encore une agriculture active et possède quelques grands étangs en milieu forestier ;
- la Sologne du Loiret, au nord, qui repose en partie sur des terrasses alluviales de la Loire issues du remaniement du soubassement burdigalien, ensemble auquel appartient la commune de Sully-sur-Loire.

##### Zones de protection spéciale (Directive "Oiseaux")
| Numéro    | Type | Nom                          | Arrêté                | Localisation                       |
| --------- | ---- | ---------------------------- | --------------------- | ---------------------------------- |
| FR2410017 | ZPS  | Vallée de la Loire du Loiret | Arrêté du 4 mai 2007. | Dans la frange nord de la commune. |

Le site de la « Vallée de la Loire du Loiret » s'étend sur 7 684 ha et concerne la vallée de la Loire dans le Loiret. Cette ZPS se poursuit en amont et en aval sur les départements voisins. L'intérêt majeur du site repose sur les milieux et les espèces ligériens liés à la dynamique du fleuve. Ces milieux hébergent de nombreuses espèces citées en annexe I de la directive Oiseaux. Le site est caractérisé par la présence de colonies nicheuses de sternes naine et pierregarin et de mouette mélanocéphale. Des sites de pêche du Balbuzard pêcheur sont également présents. Le site est également lieu de reproduction du bihoreau gris, de l'aigrette garzette, de la bondrée apivore, du milan noir, de l'œdicnème criard, du martin-pêcheur, du pic noir, de la pie-grièche écorcheur.

Sélection de représentants de l'avifaune de la zone Natura 2000 « Vallée de la Loire du Loiret ».
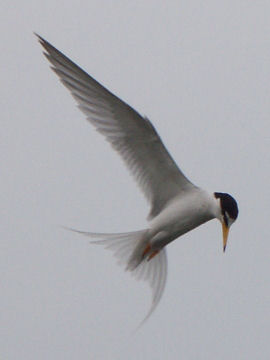
Sterne naine
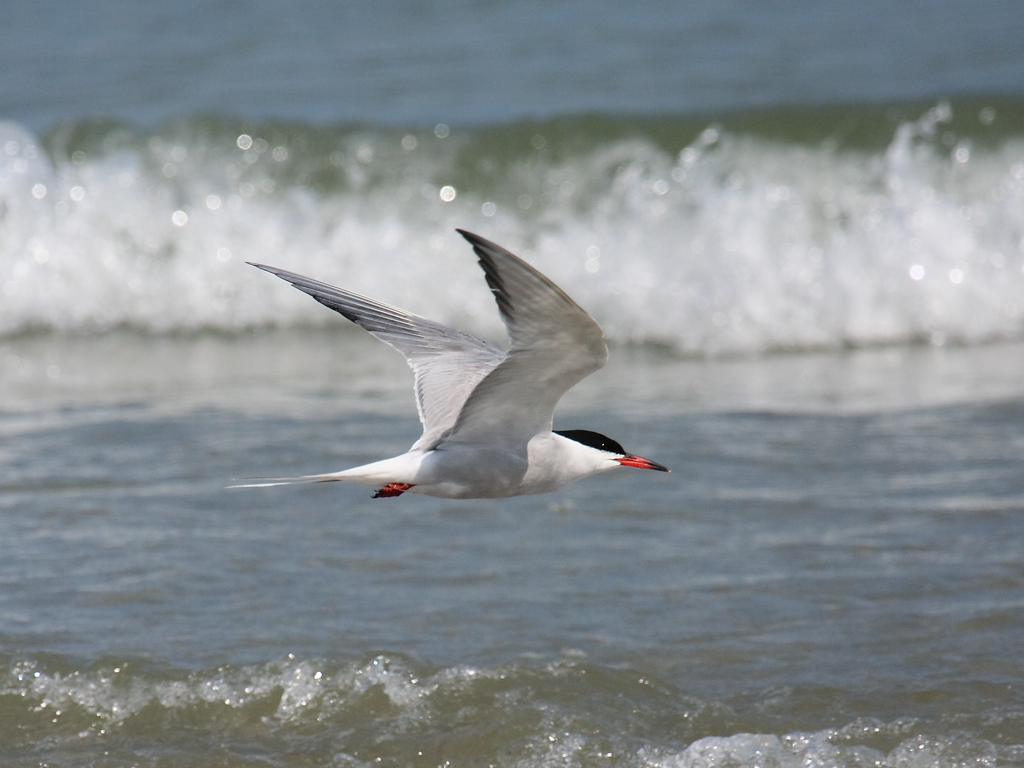
Sterne pierregarin
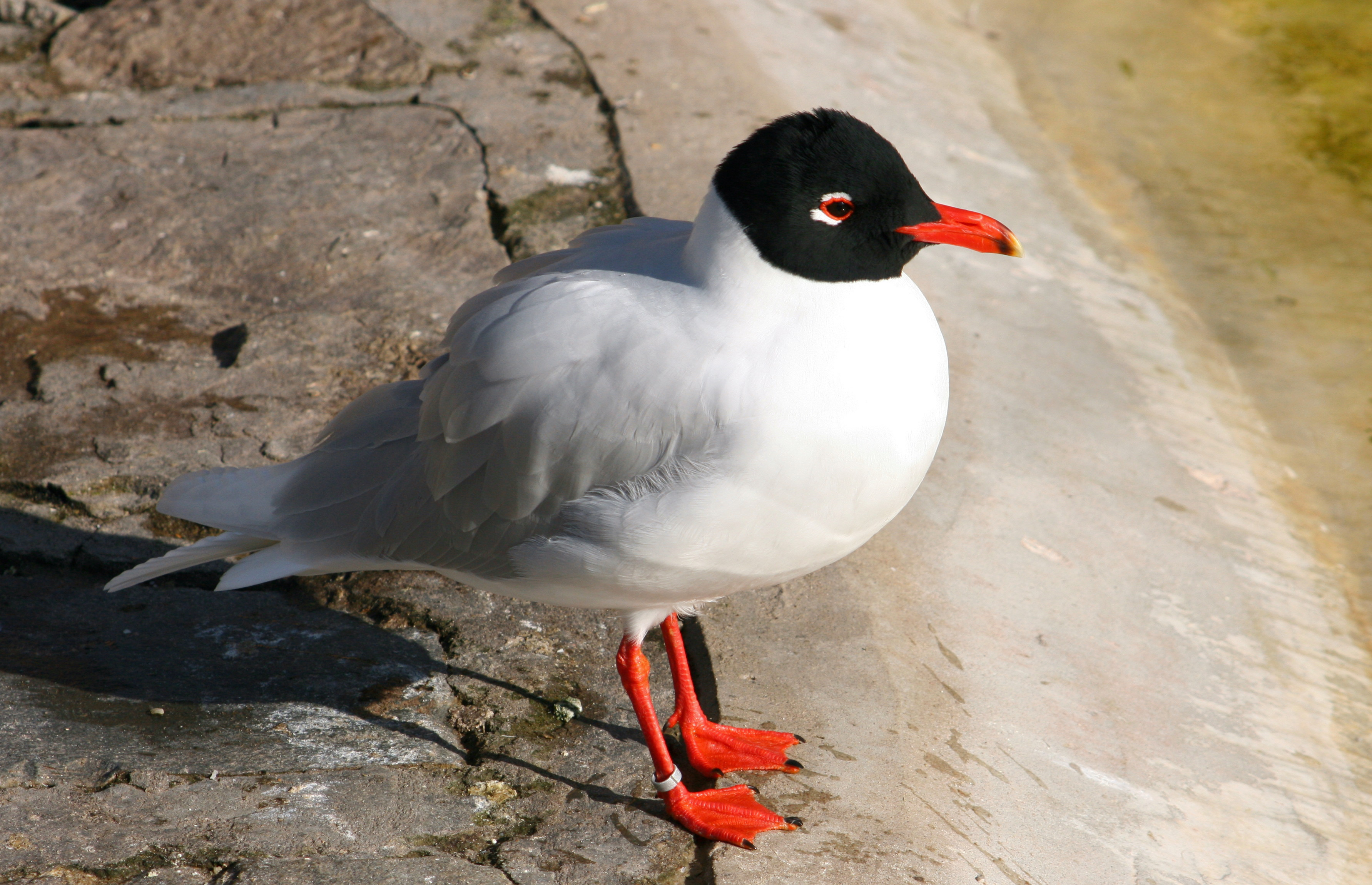
Mouette mélanocéphale
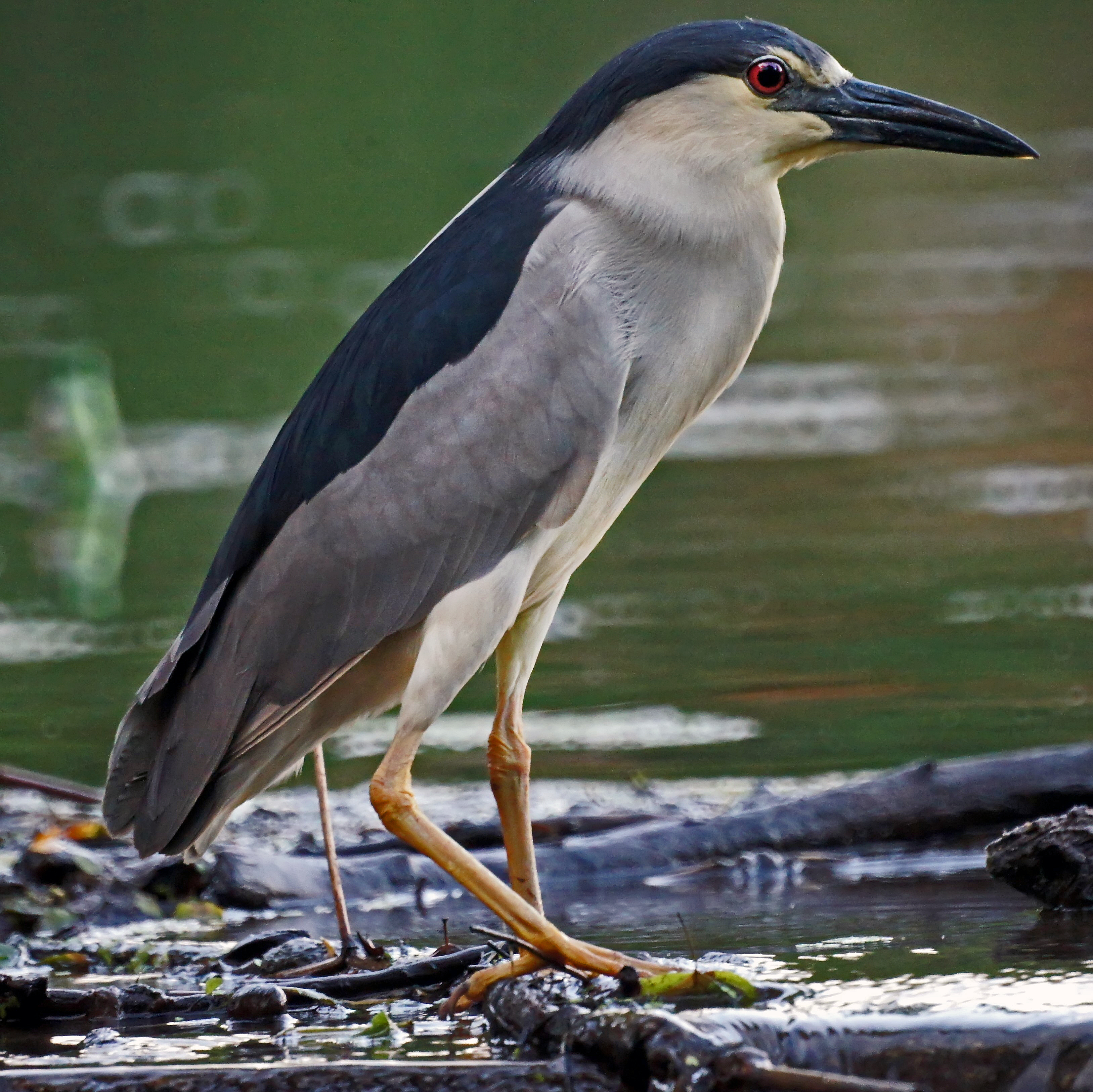
Bihoreau gris
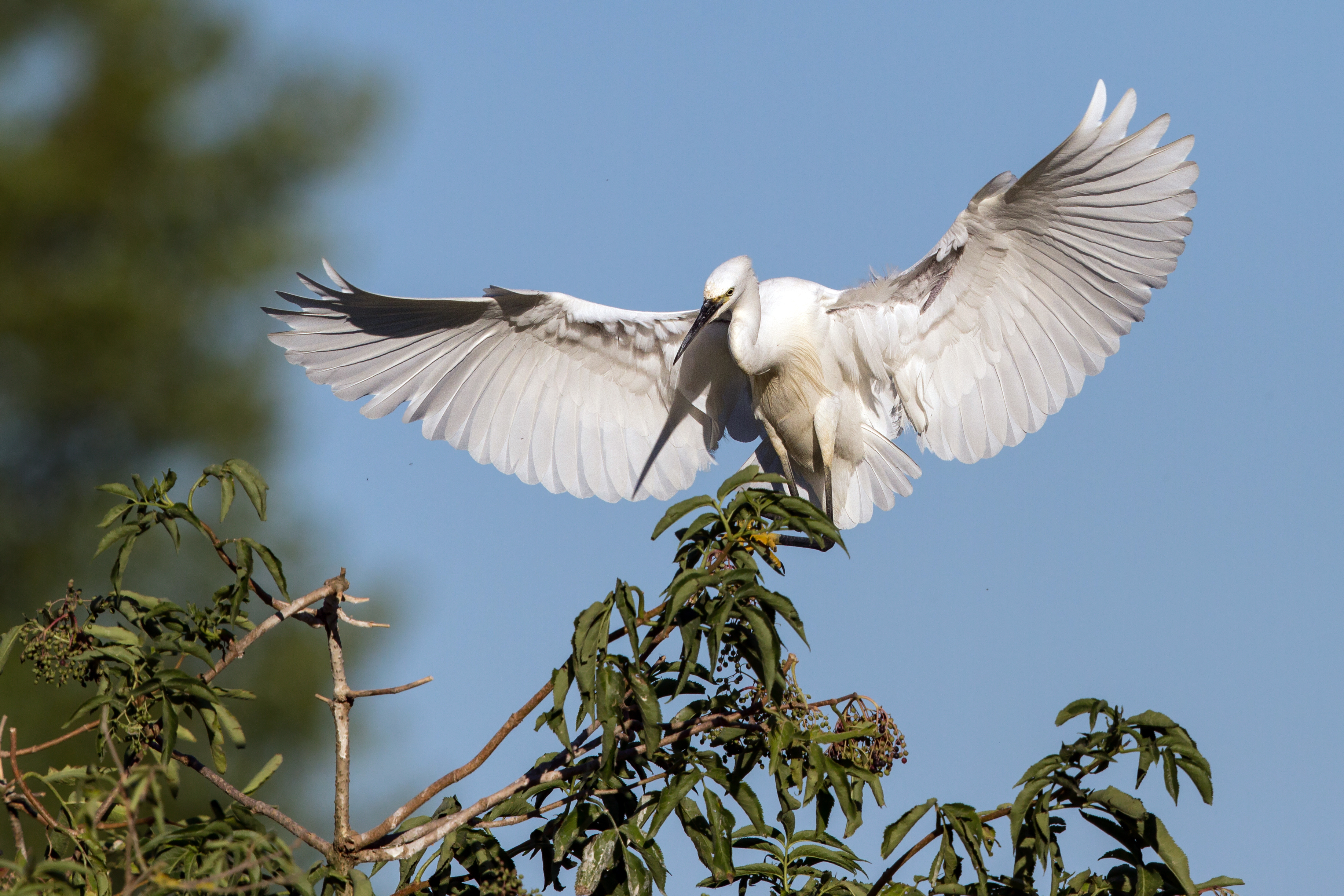
Aigrette garzette
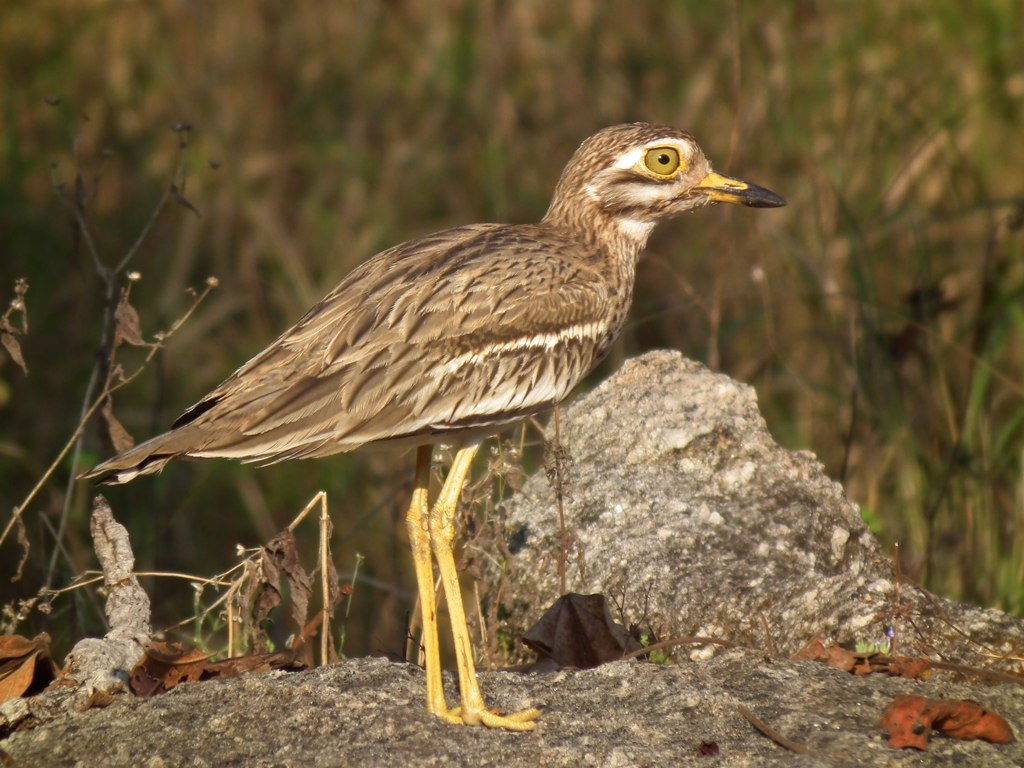
Œdicnème criard
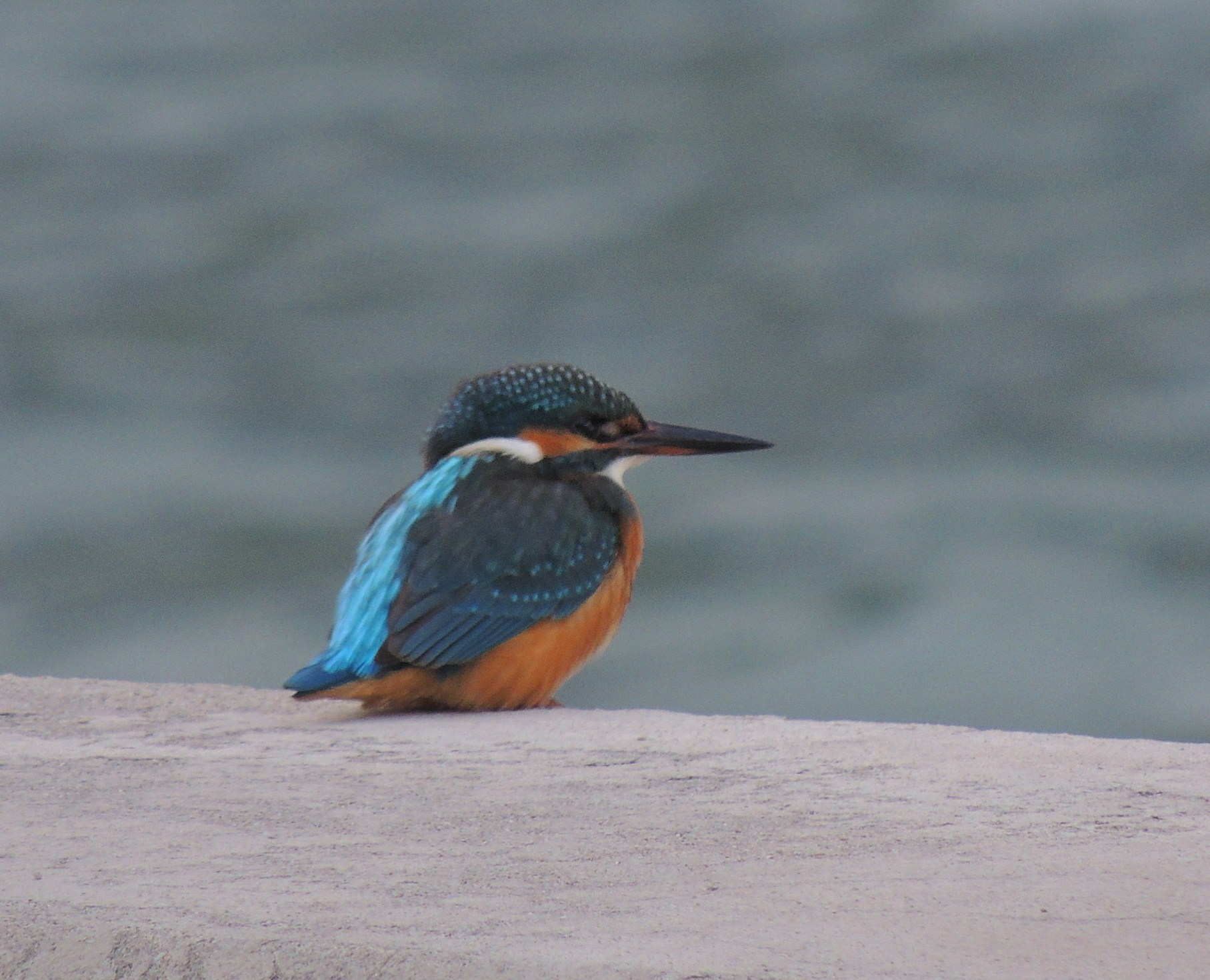
Martin-pêcheur d'Europe

#### Zones nationales d'intérêt écologique, faunistique et floristique

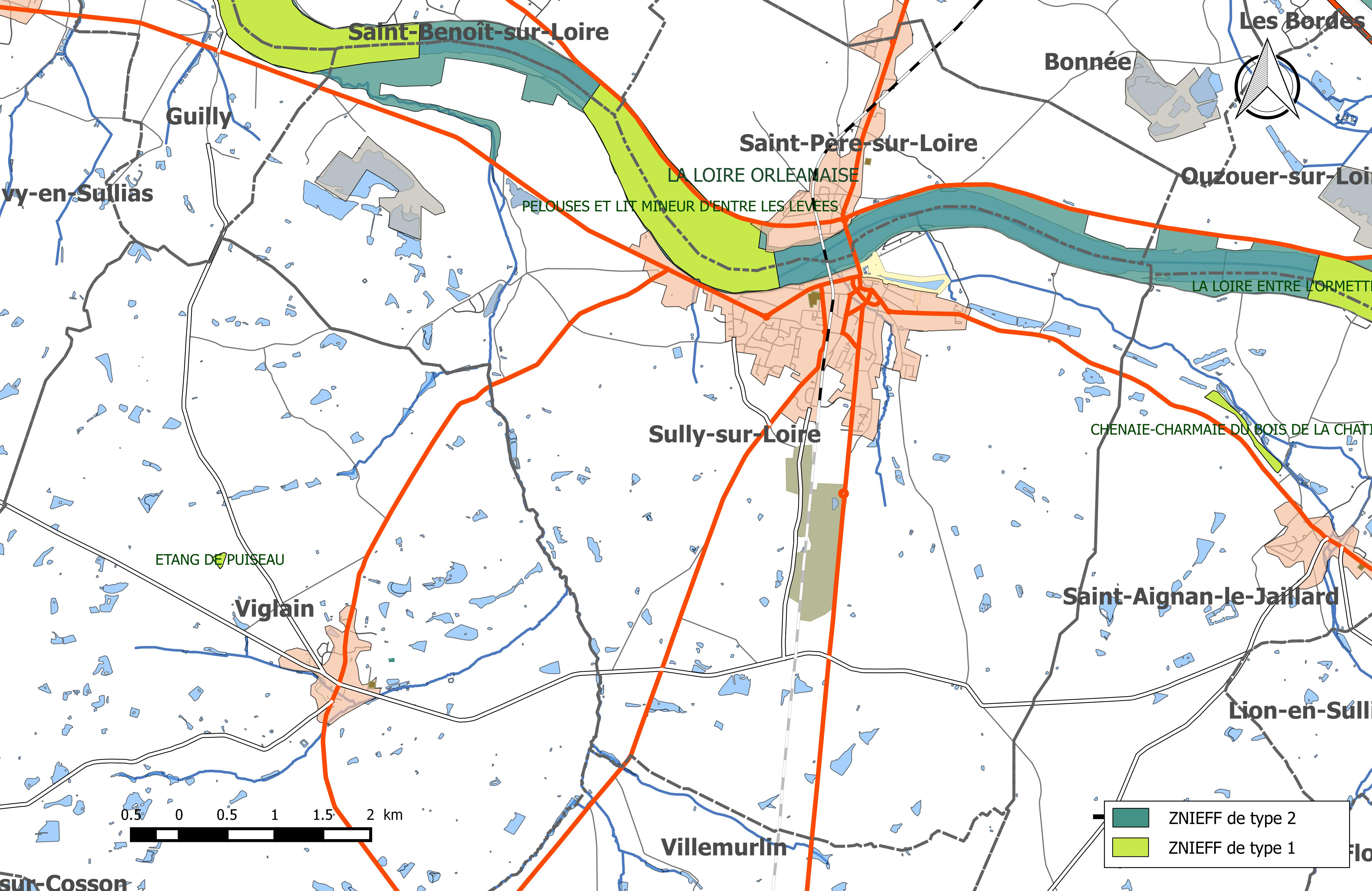
Carte des ZNIEFF de la commune et de ses abords.

L’inventaire des zones naturelles d'intérêt écologique, faunistique et floristique (ZNIEFF) a pour objectif de réaliser une couverture des zones les plus intéressantes sur le plan écologique, essentiellement dans la perspective d’améliorer la connaissance du patrimoine naturel national et de fournir aux différents décideurs un outil d’aide à la prise en compte de l’environnement dans l’aménagement du territoire. Le territoire communal de Sully-sur-Loire comprend trois ZNIEFF.
- L'« Ile des Mahis », de type 1[Note 2] et d'une superficie de 205,57 hectares, est une grande île stable du cours orléanais de la Loire. Elle est cartographiée depuis le XVe siècle. Elle se situe dans la courbe intérieure du méandre de Saint-Benoît-sur-Loire, lequel précède celui de Guilly. Elle se situe à environ un kilomètre du bourg de Saint-Benoît-sur-Loire et s'étend sur trois communes : Saint-Benoît-sur-Loire, Sully-sur-Loire et Guilly[DREAL 1]. Son altitude varie entre 107 et 115 m[INPN 6].  Sur le plan floristique, l'intérêt de la zone est lié à la présence de plus de vingt espèces déterminantes, dont quatre protégées. Il s'agit de plantes caractéristiques des milieux ligériens et notamment des pelouses sableuses submersibles, qui constituent des habitats rares et localisés dans la région. Une famille de castor d'Europe est présente. Les vastes bancs de sable qui la longent côté grande Loire (Ouest) servent de reposoirs aux oiseaux migrateurs (anatidés, limicoles, laridés). Elle comporte également une petite héronnière et un petit dortoir de cormorans[INPN 7].
- Les « Pelouses et lit mineur d'entre les levées », zone d'Entre-les-Levées, de type 1 et de 162 hectares de superficie, s'étend sur trois communes : Saint-Benoît-sur-Loire, Saint-Père-sur-Loire et Sully-sur-Loire. Elle se situe à l'aval du pont ferroviaire[DREAL 2]. Son altitude varie entre 114 et 119 m[INPN 8].  Le pied de levée de la rive droite est principalement composé de terrains acquis par le Conservatoire du Patrimoine Naturel de la région Centre sur près de 20 ha (boisements, fruticées, pelouses et prairies). Le reste de la zone, qui correspond au lit mineur de la Loire, comprend une île boisée et une étendue importante de grèves alluviales exondées lors de l'étiage. L'intérêt de cette ZNIEFF est essentiellement floristique et paysager, mais également faunistique. Les pelouses sablo-calcaires sont particulièrement riches avec plus de vingt espèces déterminantes, dont six protégées, parmi lesquelles : Lupinus angustifolius, Ranunculus monspeliacus, Spergula pentandra, Crypsis alopecuroides[INPN 9].

- « La loire orléanaise », de type 2[Note 3] et de 5 458 hectares de superficie, s'étend sur 37 communes, dont Dampierre-en-Burly, et se superpose pour la commune à la zone Natura 2000 de nom similaire. Elle correspond à la boucle septentrionale du fleuve[DREAL 3]. Son altitude varie entre 80 et 135 m[INPN 10].  Elle se caractérise par un lit mineur largement occupé par des îles et grèves sableuses. Ces milieux soumis au marnage annuel recèlent de multiples habitats plus ou moins temporaires. C'est  pratiquement  la  seule  section  qui  présente  des  méandres.  On  observe, sur  les  basses  terrasses, quelques  formations sablo-calcaires[INPN 11].

## Histoire

### Moyen Âge
Le château est mentionné dès 1102. Il contrôlait un pont sur la Loire qui disparut dès le XIVe siècle. Il n’a appartenu au cours des siècles qu’à trois familles : les premiers seigneurs de Sully, la famille de la Trimouille et la famille de Béthune.
En 1218, Philippe Auguste fit bâtir une tour maîtresse.
En 1396, Gui VI de La Trémoille lance la construction du château actuel, Raymond du Temple (architecte du roi et du duc d’Orléans) en dresse les plans.

### Époque moderne et contemporaine
La ville a beaucoup souffert de bombardements au cours de la Seconde Guerre mondiale. L'après-guerre voit un renouveau économique, avec notamment la présence d'une usine de l'industrie automobile aux propriétaires successifs Talbot puis Peugeot employant près de 1 100 personnes en 1979, mais qui ferme ensuite en 1985.

### Histoire du pont de Sully-sur-Loire
Le pont existait dès le Xe siècle mais a été détruit et reconstruit à plusieurs reprises. La première mention du pont remonte à 1189 quand Archambaud de Sully fait donation à une abbaye des péages qu'il possédait, en particulier sur le pont. Le premier a été submergé par une crue de la Loire en 1363. Le pont de 1836, détruit à cause de la crue de 1856, est reconstruit en 1859. En 1870 et 1932 il est l'objet de reconstructions. Durant la Seconde Guerre mondiale il est détruit à deux reprises. Le 15 juin 1940 l'aviation italienne le bombarde et il est ensuite détruit par l'armée française lors de sa retraite. L'ouvrage reconstruit en 1941 est de nouveau détruit lors d'un bombardement par l'aviation alliée en juin 1944. Réparé en 1947, il était considéré comme un des plus beaux ponts suspendus de France. Au cours d'un hiver rigoureux, la rupture d'un câble de suspension entraîne la chute de la totalité du tablier le 16 janvier 1985. Ce jour-là, par −15 °C, le gel fait rompre le câble alors qu'un camion, des voitures et un cycliste traversent le pont. Heureusement, on ne déplore aucune victime ; par précaution, d'autres ponts sur la Loire sont interdits le jour même aux poids lourds. Le tablier du pont, long de 413 mètres, avait pourtant été inspecté en 1982. Les piles seront ensuite démolies pour permettre la construction d'un nouveau pont qui abandonne le principe de pont suspendu.

### Héraldique
| Blason de Sully-sur-Loire | Les armes de Sully-sur-Loire se blasonnent ainsi : D'azur semé de molettes d'éperon d'or au lion du même brochant sur le tout. |

## Urbanisme

### Typologie
Au 1er janvier 2024, Sully-sur-Loire est catégorisée petite ville, selon la nouvelle grille communale de densité à sept niveaux définie par l'Insee en 2022.
Elle appartient à l'unité urbaine de Sully-sur-Loire, une agglomération intra-départementale regroupant six  communes, dont elle est ville-centre,,. Par ailleurs la commune fait partie de l'aire d'attraction de Sully-sur-Loire, dont elle est la commune-centre,. Cette aire, qui regroupe 8 communes, est catégorisée dans les aires de moins de 50 000 habitants,.

### Occupation des sols
L'occupation des sols de la commune, telle qu'elle ressort de la base de données européenne d’occupation biophysique des sols Corine Land Cover (CLC), est marquée par l'importance des territoires agricoles (60,6 % en 2018), en diminution par rapport à 1990 (66,2 %). La répartition détaillée en 2018 est la suivante : 
terres arables (39,7 %), forêts (23,9 %), prairies (11,4 %), zones agricoles hétérogènes (9,5 %), eaux continentales (6,1 %), zones urbanisées (6 %), zones industrielles ou commerciales et réseaux de communication (1,7 %), milieux à végétation arbustive et/ou herbacée (0,7 %), espaces ouverts, sans ou avec peu de végétation (0,7 %), mines, décharges et chantiers (0,2 %), espaces verts artificialisés, non agricoles (0,1 %).
L'évolution de l’occupation des sols de la commune et de ses infrastructures peut être observée sur les différentes représentations cartographiques du territoire : la carte de Cassini (XVIIIe siècle), la carte d'état-major (1820-1866) et les cartes ou photos aériennes de l'IGN pour la période actuelle (1950 à aujourd'hui).

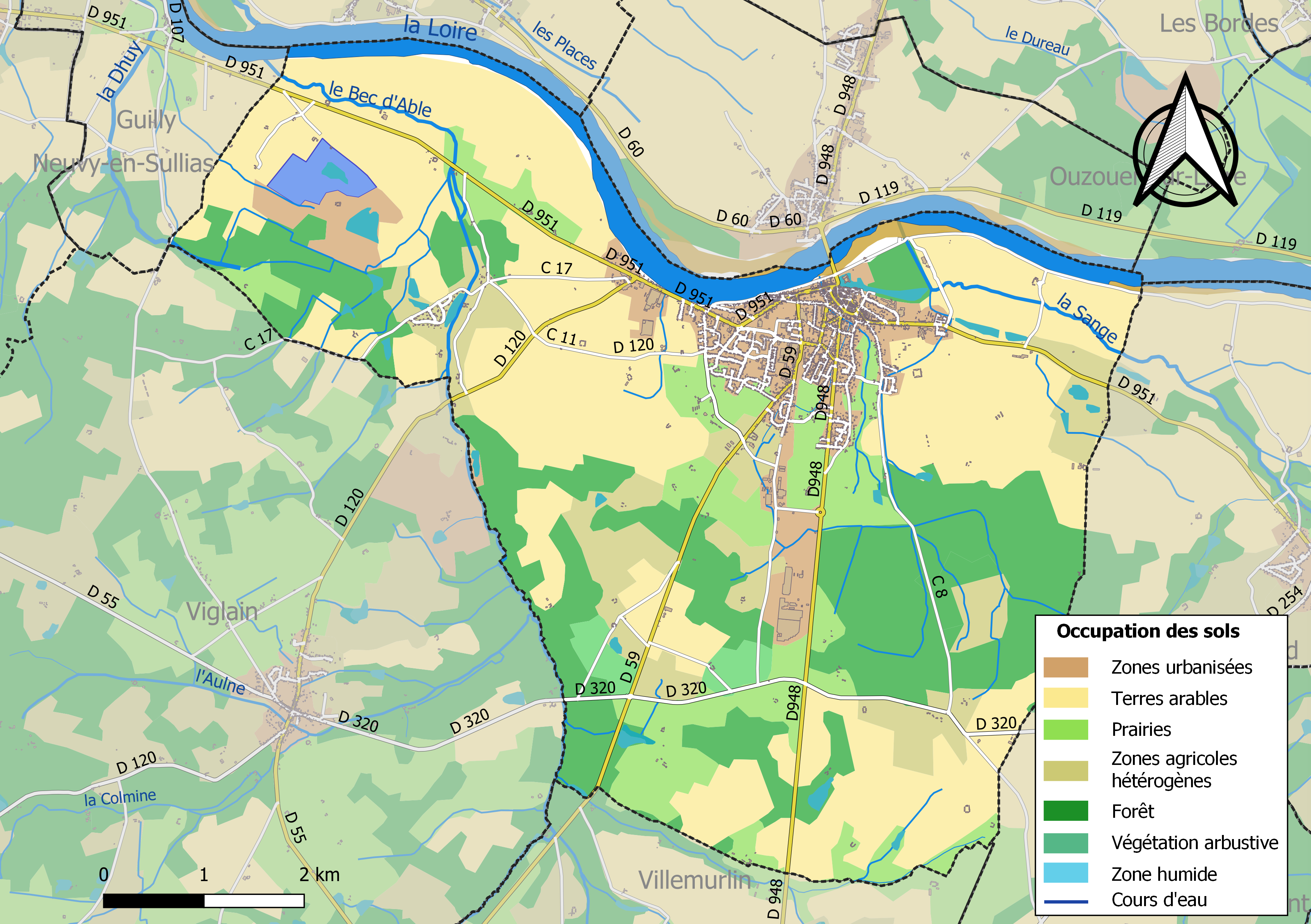
Carte des infrastructures et de l'occupation des sols de la commune en 2018 (CLC).
Carte orthophotographique de la commune en 2016.

### Planification

#### Plan local d'urbanisme
La commune prescrit l'élaboration d'un plan d'occupation des sols en septembre 1975. Le document est approuvé en mars 1983 puis révisé en décembre 1988 et en février 2001.
La loi relative à la solidarité et au renouvellement urbains du 13 décembre 2000, dite loi SRU, complétée par la loi urbanisme et habitat du 2 juillet 2003, marque une évolution de la planification urbaine en créant notamment les plans locaux d’urbanisme (PLU), vecteurs de projets de territoire, appelés à se substituer progressivement aux plans d’occupation des sols. Le PLU contient deux éléments nouveaux par rapport au POS : le plan d'aménagement et de développement durable (PADD), qui exprime le projet de la ville par des orientations générales en matière d'urbanisme, de développement, d'équipement et de préservation de l'environnement et les orientations d'aménagement et de programmation (OAP) qui correspondent à des zooms qui peuvent porter sur des quartiers ou secteurs à mettre en valeur, réhabiliter, restructurer ou aménager, ou sur l'aménagement d'un espace public, etc. Dans ce cadre le conseil municipal prescrit la révision du Plan d’occupation des sols et sa transformation en plan local d'urbanisme le 28 juillet 2005. Le document est approuvé le 19 février 2009,.

#### Documents d'orientations intercommunaux
La commune est membre du Pays Sologne Val-sud, qui regroupe 29 des communes de la Sologne du Loiret. Ce pays impose un certain nombre de contraintes, que les documents d’urbanisme doivent respecter en étant compatibles avec les documents d’orientations du Pays. Le pays a notamment élaboré une charte architecturale et paysagère en 2005.
En 2012 les Pays Forêt d'Orléans Val de Loire, Loire Beauce et Sologne Val Sud sont les seuls territoires du département du Loiret ne disposant pas de schéma de cohérence territoriale (SCoT). Compte tenu  de l'intérêt de cet outil pour l'avenir des territoires, les élus de ces pays décident d'engager une démarche d'élaboration de SCOT. Le comité syndical du Pays Sologne Val Sud se prononce majoritairement en mars 2013 pour prendre la compétence SCoT dans ses statuts. Les quatre communautés de communes qui composent le Pays délibèrent en avril et mai 2013 pour confier "l'élaboration, la gestion et le suivi du SCoT" au Pays Sologne Val Sud. Les compétences sont modifiées en ce sens en juin 2013, le périmètre du SCOT est arrêté par le préfet le 10 octobre 2013. Après étude et concertation de 2014 à 2017, le document doit être approuvé en 2018.

### Voies de communication et transports

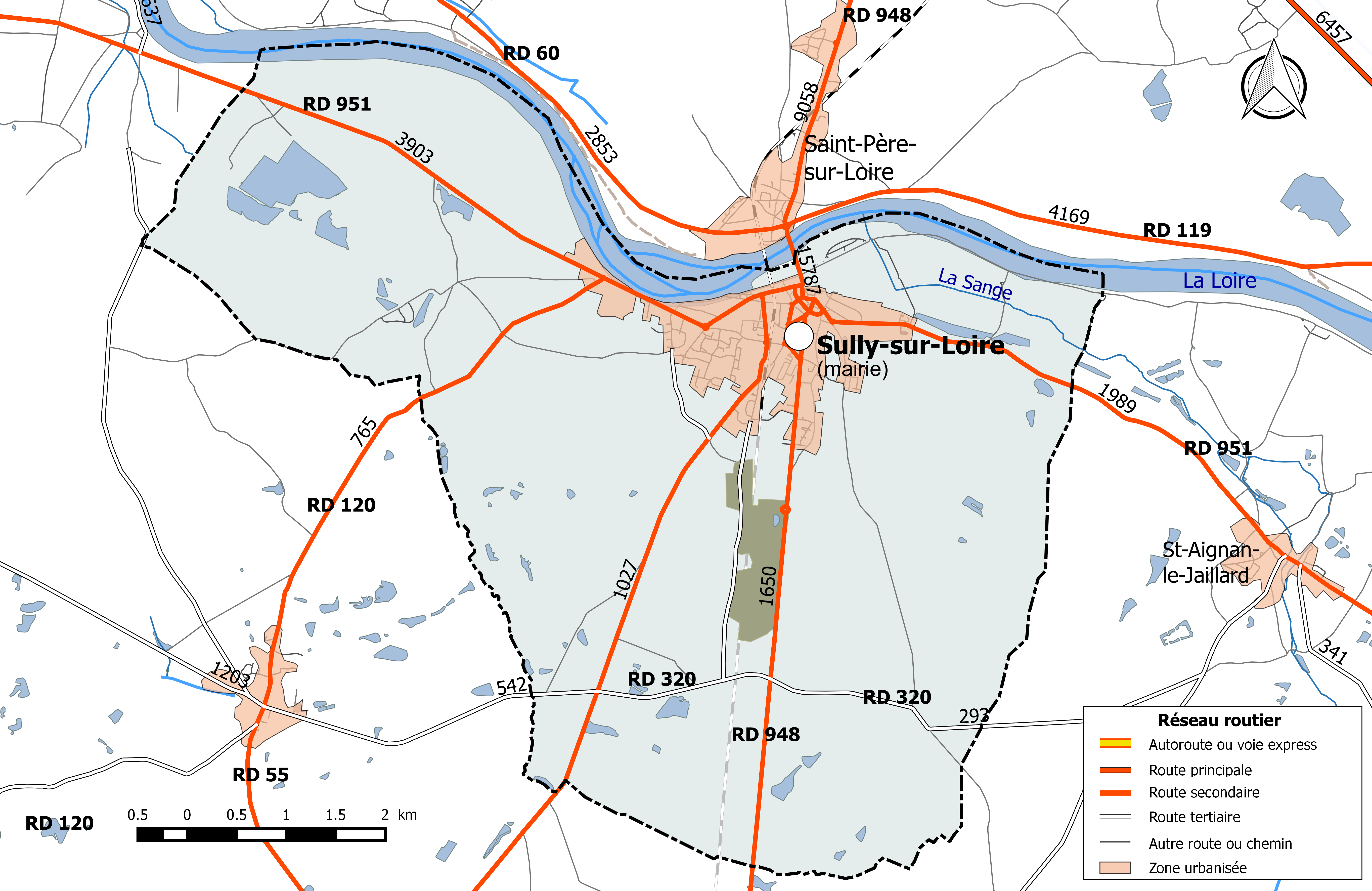
Réseau routier principal de la commune de Sully-sur-Loire (avec indication du trafic routier 2014).

#### Infrastructures routières
La commune est traversée par cinq routes départementales : la RD 948, la RD 951, la RD 59, la RD 120 et la RD 320.
La RD 951, qui constitue une des deux artères principales de la commune, est l'ancienne route nationale 751, qui avait été créée en 1933 et était définie comme la route de Cosne-sur-Loire à la pointe de Saint-Gildas par la rive gauche de la Loire. La section traversant le Loiret, reliant Beaulieu-sur-Loire à Lailly-en-Val, a été transférée au département du Loiret par arrêté du 22 décembre 1972. En 2014, elle supporte sur le territoire communal un trafic de 3 903 véhicules/jour à l'ouest du bourg et de 1 989 à l'est.
La RD 948 constitue la deuxième artère principale de la commune et traverse le bourg dans le sens nord-sud sous la dénomination Route de Cerdon. Il s'agit de l'ancienne RN 448, créée en 1933 et définie comme la route de Villeneuve-Saint-Georges à Argent-sur-Sauldre par Malesherbes. La totalité de la section dans le Loiret, reliant Malesherbes à Cerdon, a été transférée au département du Loiret par arrêté du 22 décembre 1972.  En 2014, elle supporte dans la section traversant la commune un trafic de 1 650 véhicules/jour.
Les RD 59, 120 et 320 sont des routes à faible trafic. Elles supportent respectivement 1 027, 765 et 542 véhicules/jour. Les deux premières relient la commune respectivement à Isdes et à Sennely. La RD 320 quant à elle relie Viglain à Saint-Aignan-le-Jaillard.
Complétant ces voies, la commune est sillonnée de plusieurs voies communales et chemins ruraux  desservant ses fermes et hameaux et les bourgs environnants.

#### Transports en commun
En 2016, la commune est desservie par trois lignes du réseau Ulys, le réseau interurbain de transport par autocar du Conseil départemental du Loiret : La ligne 12 qui relie Dampierre-en-Burly - Ouzouer-sur-Loire - Sully-sur-Loire - Lorris - Montargis et la ligne 3, qui relie Bonny-sur-Loire - Briare - Gien - Châteauneuf-sur-Loire - Orléans et la ligne n°7A qui relie Sully-sur-Loire - Tigy - Jargeau - Orléans. Des correspondances SNCF sont assurées dans la  gare d'Orléans. Des correspondances SNCF sont assurées dans les gares d'Orléans, Montargis et Gien. À compter du 1er janvier 2017, la compétence des services de transports routiers interurbains, réguliers et à la demande est transférée des départements aux régions, et donc localement du département du Loiret à la région Centre-Val de Loire, consécutivement à la loi NOTRe du 7 août 2015.

### Risques naturels et technologiques majeurs
La commune de Sully-sur-Loire est vulnérable à différents aléas naturels : inondations (par débordement de la Loire ou de ruisseaux), climatiques (hiver exceptionnel ou canicule), mouvements de terrains ou sismique. Elle est également exposée à un risque technologique : le transport de matières dangereuses. 
Entre 1999 et 2021, cinq arrêtés ministériels portant ou ayant porté reconnaissance de catastrophe naturelle ont été pris pour le territoire de la commune de Sully-sur-Loire pour des inondations et coulées de boue.

#### Risque d'inondation

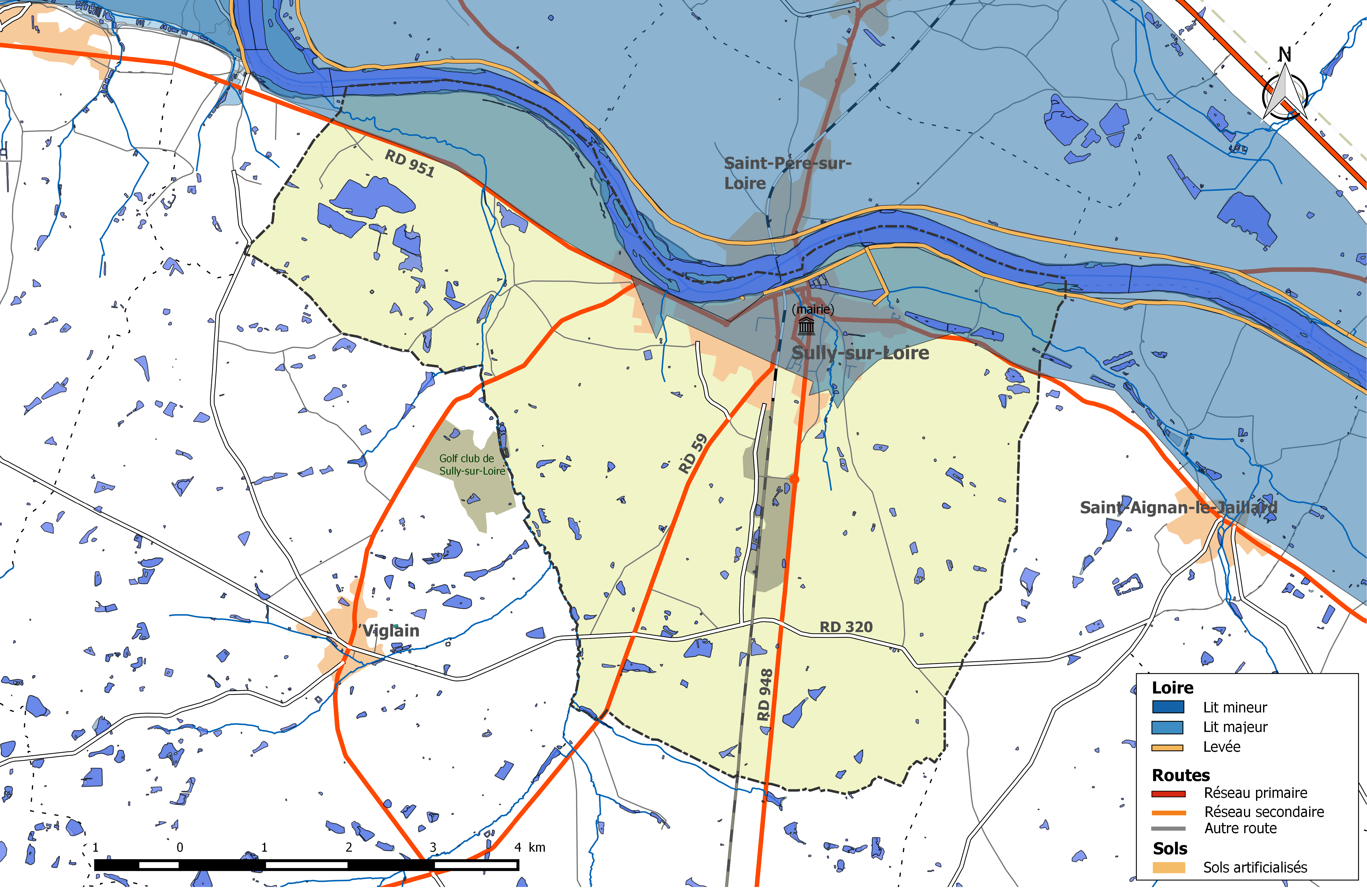
Zone inondable de la commune de Sully-sur-Loire.

La Loire est à l'origine des dégâts les plus importants sur la commune en cas de crue majeure. Les crues historiques sont celles de 1846, 1856, 1866 et 1907. Aucune crue n'a atteint depuis 1907 les hauteurs atteintes lors de ces événements catastrophiques.
Le val d’Ouzouer, s'étendant sur 22 km de longueur, d'Ouzouer-sur-Loire à Châteauneuf-sur-Loire,  est protégé par une levée de 22 km de long ouverte à l’aval sur 1,5 km au débouché de la Bonnée. Cette levée n'est pas submersible pour des crues du type de celle de 1856. Elle a été renforcée dans les années 2000 sur presque toute sa longueur par la mise en place d’un « masque drainant » du côté du  val. À l'amont, un déversoir, dénommé déversoir d'Ouzouer, a été construit en 1886 à l'endroit où s'étaient produites des brèches lors des grandes crues de 1846, 1856 et 1866. Il a une longueur totale de 878 m dont 800 m au niveau du seuil. Il est  surélevé d'un cordon de terre (banquette fusible) d’une hauteur de 1,20 mètre environ. Le val est exposé au risque d’inondation, :
- par remous de la Loire dans la Bonnée : dès la crue de premiers dommages (5,30 m à l’échelle de Gien), celui-ci remonte jusqu'au niveau de Germigny-des-Prés ;
- par dépassement des digues si elles résistent à la pression des eaux jusqu’à ce qu’elles soient dépassées : le val d'Ouzouer est le premier val endigué de l'Orléanais à être dépassé par la Loire, dès la crue de premières surverses (6,3 m à Gien), qui provoque des brèches dans la digue, alors que le déversoir ne fonctionne pas. Celui-ci est sollicité seulement pour une crue exceptionnelle, alors que le système d’endiguement est déjà détruit ;
- par rupture des digues, avant leur dépassement : le val d'Ouzouer peut également être inondé avant la crue de première surverse, en cas de défaillance des digues. Deux principales zones de défaillance sont mises en évidence (secteurs des Prouteaux et de Saint-Benoit) et permettent de considérer que le risque de rupture n'est plus négligeable au-delà d'une crue de période de retour 20 ans (environ 5,1 m à l'échelle de Gien).

Le risque d'inondation est pris en compte dans l'aménagement du territoire de la commune par le biais du Plan de prévention du risque inondation (PPRI) du val de Sully approuvé le 8 octobre 2001 et pour lequel une révision a été prescrite le 15 mars 2016. Le périmètre de la commune se situe pour une grande partie en dehors du val inondable. Cependant, l'espace urbanisé du territoire communal se situe pour plus des trois-quarts dans la plaine d'inondation, couvert principalement par trois secteurs d'aléas. L'aléa faible concerne des espaces urbanisés de construction plutôt récente, dont les logements du quartier du Hameau. Il comprend également le quartier industriel de la gare. L'aléa moyen est composé de quartiers d'habitation, allant des logements anciens du centre-ville aux logements plus récents des quartiers nouveaux. À proximité du centre sont notamment groupés un supermarché et un ensemble  d'immeubles. Une zone d'activité industrielle est également située en aléa moyen, le long du RD 951. Le château se situe également en aléa moyen. L'aléa fort concerne le quartier Saint-Germain. Situé à proximité ouest du centre-ville, c'est le périmètre urbain le plus exposé au risque d'inondation. Il faut également souligner la présence d'une usine dans ce secteur d’aléa. L'aléa très fort occupe le lit mineur de la Loire où sont installés le camping et ses équipements. Les espaces à vocation agricole en zone inondable ne sont pas épargnés. La plaine de la Sange est en zone d'aléa fort. La plaine du Bec d'Able est en partie caractérisée par des aléas fort et très fort.
Deux documents permettent de définir les modalités de gestion de crise et d'organisation des secours : au niveau départemental, le Dispositif ORSEC départemental spécialisé déclenché en cas d'inondation de la Loire, le plan ORSIL, et au niveau communal le plan communal de sauvegarde.

#### Risque de mouvements de terrain
Le territoire de la commune peut être concerné par un risque d'effondrement de cavités souterraines non connues. Une cartographie départementale de l'inventaire des cavités souterraines et des désordres de surface a été réalisée. Il a été recensé sur la commune plusieurs effondrements de cavités.
Par ailleurs le sol du territoire communal peut faire l'objet de mouvements de terrain liés à la sécheresse. Le phénomène de retrait-gonflement des argiles est la conséquence d'un changement d'humidité des sols argileux. Les argiles sont capables de fixer l'eau disponible mais aussi de la perdre en se rétractant en cas de sécheresse. Ce phénomène peut provoquer des dégâts très importants sur les constructions (fissures, déformations des ouvertures) pouvant rendre inhabitables certains locaux. Celui-ci a particulièrement affecté le Loiret après la canicule de l'été 2003. Toute la partie sud du territoire de la commune est soumis à un aléa « moyen » face à ce risque, selon l'échelle définie par le Bureau de recherches géologiques et minières (BRGM), le reste est en aléa « faible ».

#### Risque sismique
La totalité du département est classée en zone de sismicité « très faible ». À ce titre aucune réglementation spécifique ne s'applique aux constructions dites « à risque normal ».

#### Transport de matières dangereuses
Le risque de transport de matières dangereuses peut survenir en cas d'accident impliquant une unité mobile (ex. camion) ou une canalisation transportant des matières dangereuses (toxique, inflammable...). Une matière dangereuse est une substance susceptible de présenter un danger et des conséquences graves pour l'homme et son environnement. À Sully-sur-Loire, les facteurs de risque sont le transport routier empruntant la RD 948 et le réseau de gaz à haute pression qui traverse la commune.

## Politique et administration

### Découpage territorial

#### Bloc communal: commune et intercommunalités
La paroisse et bourg de Sully-sur-Loire acquiert le statut de municipalité avec le  décret du 12 novembre 1789 de l'Assemblée Nationale puis celui de « commune », au sens de l'administration territoriale actuelle, par le décret de la Convention nationale du 10 brumaire an II (31 octobre 1793). Il faut toutefois attendre la loi du 5 avril 1884 sur l'organisation municipale pour qu'un régime juridique uniforme soit défini pour toutes les communes de France, point de départ de l’affirmation progressive des communes face au pouvoir central.
Aucun événement de restructuration majeure du territoire, de type suppression, cession ou réception de territoire, n'a affecté la commune depuis sa création.
La commune de Sully-sur-Loire n'appartient à aucune intercommunalité à fiscalité propre jusqu'en 2011 et fait partie, à cette date, des 68 communes du Loiret dites « isolées ». La commune adhère à la communauté de communes du Sullias lors de la création de cette intercommunalité le 26 novembre 2012. La commune appartient à d'autres établissements publics de coopération intercommunale, de type syndicats ou autres regroupements intercommunaux. Le découpage territorial de ces structures est en constante évolution dans une perspective de rationalisation et d'efficience des services.
Depuis le 1er janvier 2017, la commune est membre de la communauté de communes du Val de Sully, issue de la fusion des communautés de communes du Sullias et de Val d'Or et Forêt, ainsi que du rattachement de la commune de Vannes-sur-Cosson.

#### Personnalités élues par circonscription électorale de rattachement
Au-delà du maire, premier magistrat administrant la commune, les personnalités élues dont le mandat est relatif à une collectivité à laquelle est rattachée la commune de Sully-sur-Loire et représentant donc le territoire communal au sein de chacune de ces collectivités  sont les suivantes :
| Élections       | Élections                     | Circonscription électorale             | Élu de la circonscription        | Élu de la circonscription | Élu de la circonscription | Élu de la circonscription |
| Niveau          | Type                          | Circonscription électorale             | Titre                            | Nom                       | Début de mandat           | Fin de mandat             |
| --------------- | ----------------------------- | -------------------------------------- | -------------------------------- | ------------------------- | ------------------------- | ------------------------- |
| Groupe communal | Municipales et communautaires | Commune de Sully-sur-Loire             | Maire                            | Jean-Luc Riglet           | 2014                      | 2020                      |
| Groupe communal | Municipales et communautaires | Communauté de communes du Val de Sully | Présidente de l'intercommunalité | Nadine Lepeltier          | 2017                      | 2020                      |
| Département     | Départementales               | Canton de Sully-sur-Loire              | Conseiller départemental         | Jean-Luc Riglet           | 29 mars 2015              | 2021                      |
| Département     | Départementales               | Canton de Sully-sur-Loire              | Conseillère départementale       | Line Fleury               | 29 mars 2015              | 2021                      |
| Région          | Régionales                    | Région Centre-Val de Loire             | Président du conseil régional    | François Bonneau          | 18 décembre 2015          | 2021                      |
| Pays            | Législatives                  | 3e circonscription                     | Député                           | Claude de Ganay           | 18 juin 2017              | juin 2022                 |

#### Circonscriptions de rattachement
Sous l'Ancien Régime, à la veille des États généraux de 1789, la paroisse de Sully-sur-Loire était rattachée sur le plan ecclésiastique au diocèse d'Orléans, sur le plan judiciaire au bailliage d'Orléans  et au grenier à sel de Sully, sur le plan militaire au gouvernement d'Orléans et sur le plan administratif à la généralité d'Orléans.
La loi du 22 décembre 1789 divise le pays en 83 départements découpés chacun en six à neuf districts eux-mêmes découpés en cantons regroupant des communes. Les districts, tout comme les départements, sont le siège d’une administration d’État et constituent à ce titre des circonscriptions administratives. La commune de Sully-sur-Loire est alors incluse dans le canton de Sully, le district de Gien et le département du Loiret.
La recherche d’un équilibre entre la volonté d’organiser une administration dont les cadres permettent l’exécution et le contrôle des lois d’une part, et la volonté d’accorder une certaine autonomie aux collectivités de base (paroisses, bourgs, villes) d’autre part, s’étale de 1789 à 1838. Les découpages territoriaux évoluent ensuite au gré des réformes visant à décentraliser ou recentraliser l'action de l'État. La régionalisation fonctionnelle des services de l'État (1945-1971) aboutit à la création de régions. L'acte I de la décentralisation de 1982-1983 constitue une étape importante en donnant l'autonomie aux collectivités territoriales, régions, départements et communes. L'acte II intervient en 2003-2006, puis l'acte III en 2012-2015. Parallèlement l'État se réforme périodiquement. La réforme de l’administration territoriale de l’État (RéATE), entrée en vigueur au 1er janvier 2010 et issue de la révision générale des politiques publiques (RGPP) est une des grandes réformes visant à simplifier l'organisation de l’État.
Le tableau suivant présente les rattachements, au niveau infra-départemental, de la commune de Sully-sur-Loire aux différentes circonscriptions administratives et électorales ainsi que l'historique de l'évolution de leurs territoires.
| Circonscription             | Nom                | Dernière période | Type de circonscription      | Évolution du découpage territorial |
| --------------------------- | ------------------ | ---------------- | ---------------------------- | --- |
| District                    | Gien               | 1790-1795        | Administrative               | La commune est rattachée au district de Gien de 1790 à 1795,. La Constitution du 5 fructidor an III, appliquée à partir de vendémiaire an IV (1795) supprime les districts, rouages administratifs liés à la Terreur, mais maintient les cantons qui acquièrent dès lors plus d'importance. |
| Canton                      | Sully              | 1790-1801        | Administrative et électorale | En 1790, lors de la création des cantons, districts et départements, la commune de Sully-sur-Loire est rattachée au canton de Sully. Les cantons sont supprimés, en tant que découpage administratif, par une loi du 26 juin 1793, et ne conservent qu'un rôle électoral. Ils permettent l’élection des électeurs du second degré chargés de désigner les députés. Ils acquièrent une fonction administrative avec la disparition des districts en 1795. |
| Canton                      | Sully              | 1801-2015        | Administrative et électorale | Sous le Consulat, un redécoupage territorial visant à réduire le nombre de justices de paix ramène le nombre de cantons dans le Loiret de 59 à 31. Sully-sur-Loire est alors rattachée au canton de Sully par arrêté du 9 vendémiaire an X (30 septembre 1801),. |
| Canton                      | Sully-sur-Loire    | 2015-            | Électorale                   | La loi du 17 mai 2013 et ses décrets d'application publiés en février et mars 2014 introduisent un nouveau découpage territorial pour les élections départementales. La commune est alors rattachée au canton de Sully-sur-Loire. Depuis cette réforme, plus aucun service de l'État n'exerce sa compétence sur un territoire s'appuyant sur le nouveau découpage cantonal. Le canton a disparu en tant que circonscription administrative de l'État ; il est désormais uniquement une circonscription électorale destinée à l'élection d'un binôme de conseillers départementaux siégeant au conseil départemental. |
| Arrondissement              | Gien               | 1801-1926        | Administrative               | Sully-sur-Loire est rattachée à l'arrondissement de Gien par arrêté du 9 vendémiaire an X (30 septembre 1801),. |
| Arrondissement              | Orléans            | 1926-            | Administrative               | Sous la Troisième République, en raison d'un endettement considérable et de l'effort nécessaire pour la reconstruction post-Première Guerre mondiale, la France traverse une crise financière. Pour réduire les dépenses de l’État, Raymond Poincaré fait voter plusieurs décrets-lois réformant en profondeur l’administration française : 106 arrondissements sont ainsi supprimés, dont ceux de Gien et de Pithiviers dans le Loiret par décret du 10 septembre 1926. Sully-sur-Loire est ainsi transférée de l'arrondissement de Gien à celui d'Orléans,.                                                        |
| Circonscription législative | 3e circonscription | 2010-            | Électorale                   | Lors du découpage législatif de 1986, le nombre de circonscriptions législatives passe dans le Loiret de 4 à 5. Un nouveau redécoupage intervient en 2010 avec la loi du 23 février 2010. En attribuant un siège de député « par tranche » de 125 000 habitants, le nombre de circonscriptions par département varie désormais de 1 à 21,. Dans le Loiret, le nombre de circonscriptions passe de cinq à six. La réforme n'affecte pas Sully-sur-Loire qui reste rattachée à la troisième circonscription. |

#### Collectivités de rattachement
La commune de Sully-sur-Loire est rattachée au département du Loiret et à la région Centre-Val de Loire, à la fois circonscriptions administratives de l'État et collectivités territoriales.

### Politique et administration municipales

#### Conseil municipal et maire
Depuis les élections municipales de 2014, le conseil municipal  de Sully-sur-Loire, commune de plus de 1 000 habitants, est élu au scrutin proportionnel de liste à deux tours (sans aucune modification possible de la liste),  pour un mandat de six ans renouvelable. Il est composé de 29 membres. L'exécutif communal, est constitué par le maire, élu par le conseil municipal, parmi ses membres, pour un mandat de six ans, c'est-à-dire pour la durée du mandat du conseil.
| Période           | Période            | Identité                         | Étiquette              | Qualité |
| ----------------- | ------------------ | -------------------------------- | ---------------------- | --- |
| 1868              | 1878               | Jean-Baptiste Maximilien Boullet |                        | |
| 1888              | 1912               | Louis Boullet                    |                        | |
| 1912              | 1918               | Benjamin Grelot                  |                        | |
| 1918              | 1919               | Eugène Kraemer                   |                        | |
| 1919              | 1939               | Abel Perronnet                   |                        | Conseiller général du canton de Sully-sur-Loire (1925-1940)                                                                                               |
| 1939              | 1940               | Amédée Dautin                    |                        | |
| 1er juin 1940     |                    | Salvator Coutant                 |                        | |
| 1er juillet 1940  | 1er décembre 1940  | Félix Dupuis                     |                        | |
| 1er décembre 1940 | 1er septembre 1944 | Martial Fournit                  |                        | |
| 1944              | 1947               | Albert Cossonnet                 |                        | Conseiller général du canton de Sully-sur-Loire (1945-1979)                                                                                               |
| 1947              | 1966               | Pierre Boige                     |                        | |
| 1966              | 1975               | Albert Cossonnet                 |                        | Conseiller général du canton de Sully-sur-Loire (1945-1979)                                                                                               |
| 1975              | 1977               | Paul Dautin                      |                        | |
| 1977              | 1979               | Jean-Paul Cuilier                |                        | |
| 1979              | 1983               | Jean-Marie Blanchard             |                        | |
| 1983              | 2006               | Jean-Noël Cardoux                | UDF puis CPNT puis UMP | Expert comptable Conseiller général du canton de Sully-sur-Loire (1994-2015) Vice-président du Conseil général du Loiret Sénateur du Loiret (depuis 2011) |
| 2006              | 2014               | Daniel Sablon                    | DVD                    | Trésorier principal |
| avril 2014        | En cours           | Jean-Luc Riglet,                 | DVD                    | Cadre administratif et commercial d'entreprise |

### Politique environnementale
Sully-sur-Loire possède le label Ville fleurie, trois fleurs lui ont été attribuées par le conseil national des villes et villages fleuris de France dans le cadre du concours des villes et villages fleuris.

### Jumelages
- Béthune (France)
- Bradford on Avon (Royaume-Uni)

## Équipements et services

### Environnement

#### Gestion des déchets
En  2016, la commune est membre du SICTOM de la région de Châteauneuf-sur-Loire, créé en 1976. Celui-ci assure la collecte et le traitement des ordures ménagères résiduelles, des emballages ménagers recyclables  et des encombrants en porte à porte et du verre en points d’apport volontaire. Un réseau de dix déchèteries, dont une est située sur le territoire communal, accueille les encombrants et autres déchets spécifiques (déchets verts, déchets dangereux, gravats, ferraille, cartons…). L'élimination et la valorisation énergétique des déchets ménagers et de ceux issus de la collecte sélective sont effectuées par le SYCTOM de Gien-Châteauneuf-sur-Loire qui comprend un centre de transfert de déchets ménagers et un centre de stockage de déchets ultimes (CSDU) de classe II à Saint-Aignan-des-Gués ainsi qu'une usine d’incinération des ordures ménagères à Gien-Arrabloy.
Depuis le 1er janvier 2017, la « gestion des déchets ménagers » ne fait plus partie des compétences de la commune mais est une compétence obligatoire de la communauté de communes du Val de Sully en application de la loi NOTRe du 7 août 2015.

#### Production et distribution d'eau
Le service public d’eau potable est une compétence obligatoire des communes depuis l’adoption de la loi du 30 décembre 2006 sur l’eau et les milieux aquatiques. Au 31 décembre 2016, la production et la distribution de l'eau potable sur le territoire communal sont assurées par le SIVU de Sully-sur-Loire et de Saint-Père-sur-Loire, un syndicat créé en 1967 desservant deux communes (Saint-Père-sur-Loire et Sully-sur-Loire),,.
La loi NOTRe du 7 août 2015 prévoit que le transfert des compétences « eau et assainissement » vers les communautés de communes sera obligatoire à compter du 1er janvier 2020. Le transfert d’une compétence entraîne  de  facto la mise à disposition gratuite de plein droit des biens, équipements et services publics utilisés, à la date du transfert, pour l'exercice de ces compétences et la substitution de la communauté dans les droits et obligations des communes,.

#### Assainissement
La compétence assainissement, qui recouvre obligatoirement la collecte, le transport et l’épuration des eaux usées, l’élimination des boues produites, ainsi que le contrôle des raccordements aux réseaux publics de collecte, est assurée  par la commune elle-même.
La commune est raccordée à une station d'épuration située sur le territoire communal, mise en service le 1er janvier 2000 et dont la capacité nominale de traitement est de  9 833 EH, soit 1 725 m3/jour. Cet équipement utilise un procédé d'épuration biologique dit « à boues activées ». Son exploitation est assurée en 2017 par la Lyonnaise des Eaux,.
L’assainissement non collectif (ANC) désigne les installations individuelles de traitement des eaux domestiques qui ne sont pas desservies par un réseau public de collecte des eaux usées et qui doivent en conséquence traiter elles-mêmes leurs eaux usées avant de les rejeter dans le milieu naturel. Depuis le 1er janvier 2017, la communauté de communes du Val de Sully, issue de la fusion des communautés de communes  du Sullias et de Val d'Or et Forêt, ainsi que du rattachement de la commune de Vannes-sur-Cosson , assure le service public d'assainissement non collectif (SPANC). Celui-ci a pour mission de vérifier la bonne exécution des travaux de réalisation et de réhabilitation, ainsi que le bon fonctionnement et l’entretien des installations,.

### Enseignement
Sully-sur-Loire est située dans l'académie d'Orléans-Tours et dans la circonscription de Châteauneuf-sur-Loire. La commune possède une école maternelle, trois écoles primaires et un collège.
- École maternelle et élémentaire  du Centre ;
- École maternelle et élémentaire Jean-Marie-Blanchard ;
- École élémentaire privée Jeanne-d'Arc ;
- Collège Maximilien-de-Sully.

## Population et société

### Démographie
L'évolution du nombre d'habitants est connue à travers les recensements de la population effectués dans la commune depuis 1793. Pour les communes de moins de 10 000 habitants, une enquête de recensement portant sur toute la population est réalisée tous les cinq ans, les populations de référence des années intermédiaires étant quant à elles estimées par interpolation ou extrapolation. Pour la commune, le premier recensement exhaustif entrant dans le cadre du nouveau dispositif a été réalisé en 2005.
En 2022, la commune comptait 5 142 habitants, en évolution de −4,8 % par rapport à 2016 (Loiret : +1,89 %, France hors Mayotte : +2,11 %).
| 1793  | 1800  | 1806  | 1821  | 1831  | 1841  | 1846  | 1851  | 1856  |
| ----- | ----- | ----- | ----- | ----- | ----- | ----- | ----- | ----- |
| 2 400 | 2 109 | 2 069 | 2 136 | 2 223 | 2 153 | 2 289 | 2 500 | 2 527 |

| 1861  | 1866  | 1872  | 1876  | 1881  | 1886  | 1891  | 1896  | 1901  |
| ----- | ----- | ----- | ----- | ----- | ----- | ----- | ----- | ----- |
| 2 527 | 2 503 | 2 590 | 2 582 | 2 673 | 2 738 | 2 651 | 2 635 | 2 553 |

| 1906  | 1911  | 1921  | 1926  | 1931  | 1936  | 1946  | 1954  | 1962  |
| ----- | ----- | ----- | ----- | ----- | ----- | ----- | ----- | ----- |
| 2 497 | 2 487 | 2 393 | 2 415 | 2 481 | 2 582 | 2 545 | 3 121 | 3 800 |

| 1968  | 1975  | 1982  | 1990  | 1999  | 2005  | 2006  | 2010  | 2015  |
| ----- | ----- | ----- | ----- | ----- | ----- | ----- | ----- | ----- |
| 4 278 | 5 049 | 5 825 | 5 806 | 5 907 | 5 830 | 5 795 | 5 443 | 5 386 |

| 2020  | 2022  | - | - | - | - | - | - | - |
| ----- | ----- | - | - | - | - | - | - | - |
| 5 141 | 5 142 | - | - | - | - | - | - | - |

### Vie sportive
- Football : C.S. municipal Sully-sur-Loire[121] ;
- Golf, 27 trous, parcours créé en 1966[122] ;
- Handball : CSM Sully-sur-Loire HB Nationale 3.
- La commune a accueilli le départ de la deuxième étape de la course cycliste Paris-Nice en 1974.

## Économie
- AREVA NP S.A.S, maintenance d'outillages des centrales nucléaires 
  - CEDOS : centre d'entretien et de décontamination d'outillage de Sully (installation destinée à l'entreposage et à l'entretien des outillages depuis 2004[123]) ;
- Kronofrance, filiale de Krono Group Swiss, fabricant de panneaux de particules en bois[124] ;
- Saint-Gobain Sully, filiale de Saint-Gobain, fabricant de vitrages pour les transports[125] ;
- GMD Pack, filiale de Groupe GMD, sous-traitant en pièces pour l'automobile[126].

## Culture et patrimoine

### Lieux et monuments
- Le château de Sully-sur-Loire, château de style Renaissance et principal centre d'intérêt de la ville ;
- La collégiale Saint-Ythier ;
- Maison d'Henri IV du XVIe siècle ;
- Statue de Maximilien de Béthune ;
- L'église Saint-Germain : bâtie au XIe siècle sur un édifice plus ancien dont il ne reste rien. Elle est reconstruite après la guerre de Cent Ans, redétruite lors des guerres de religion et, à nouveau, rebâtie. Elle prend son aspect actuel à la fin du XVIIe siècle avec, en particulier, la plus haute flèche en charpente de France. Elle est détruite partiellement au cours du bombardement du 17 juillet 1944 et réhabilitée en avril 2006 comme salle d'exposition[127] ;
- Pont en poutre sur la Loire qui remplaça un pont suspendu ;
- Le Pont-aux-Prêtres, qui permet la liaison entre la ville le château. L'ancien Pont-aux-Prêtres avait presque complètement disparu, il a été reconstitué par l'architecte Jacques Moulin ;
- La levée de la Loire ;
- Le château de la Huardière[128].

Lieux et monuments de Sully-sur-Loire.
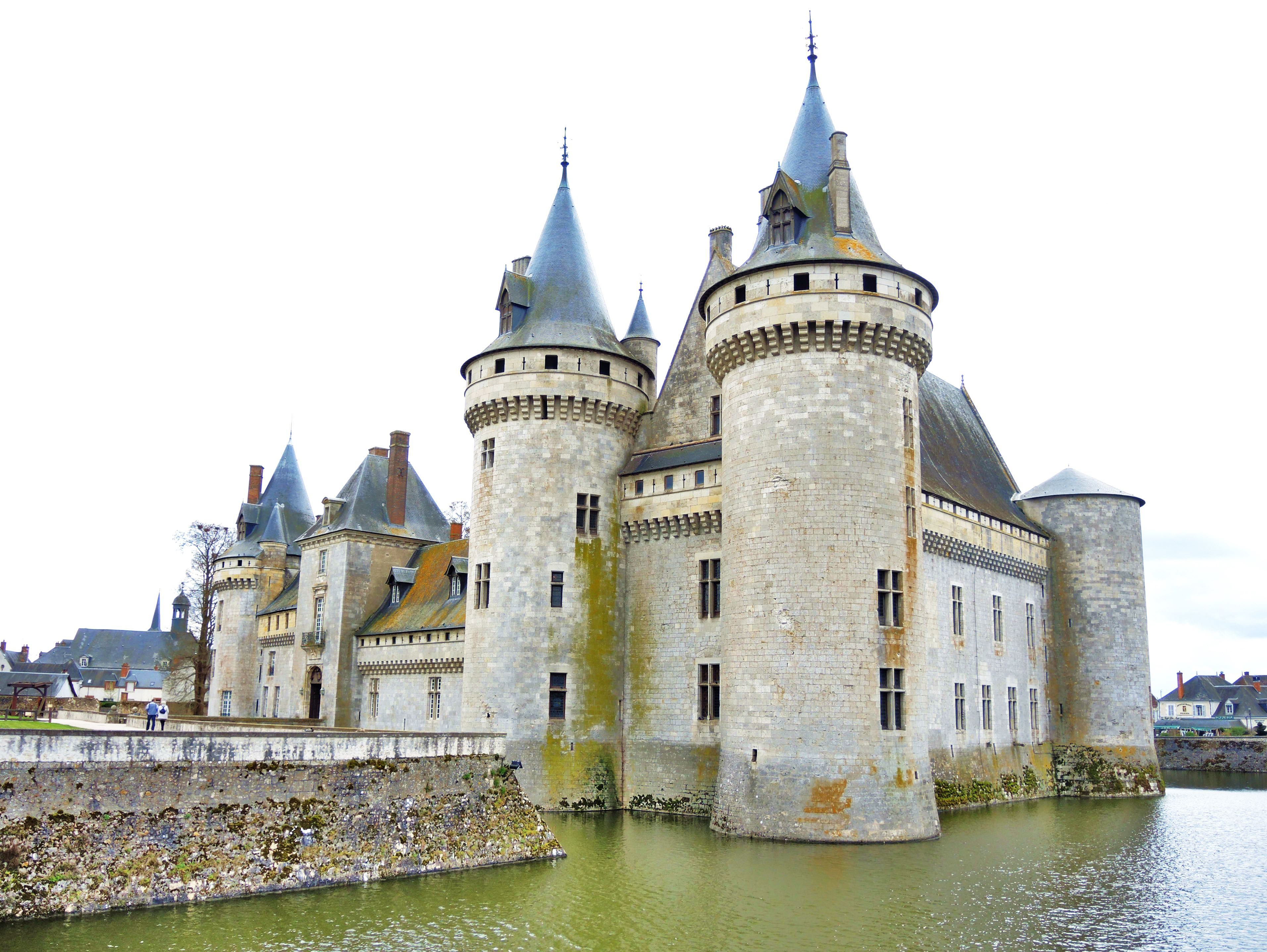
Château de Sully-sur-Loire.
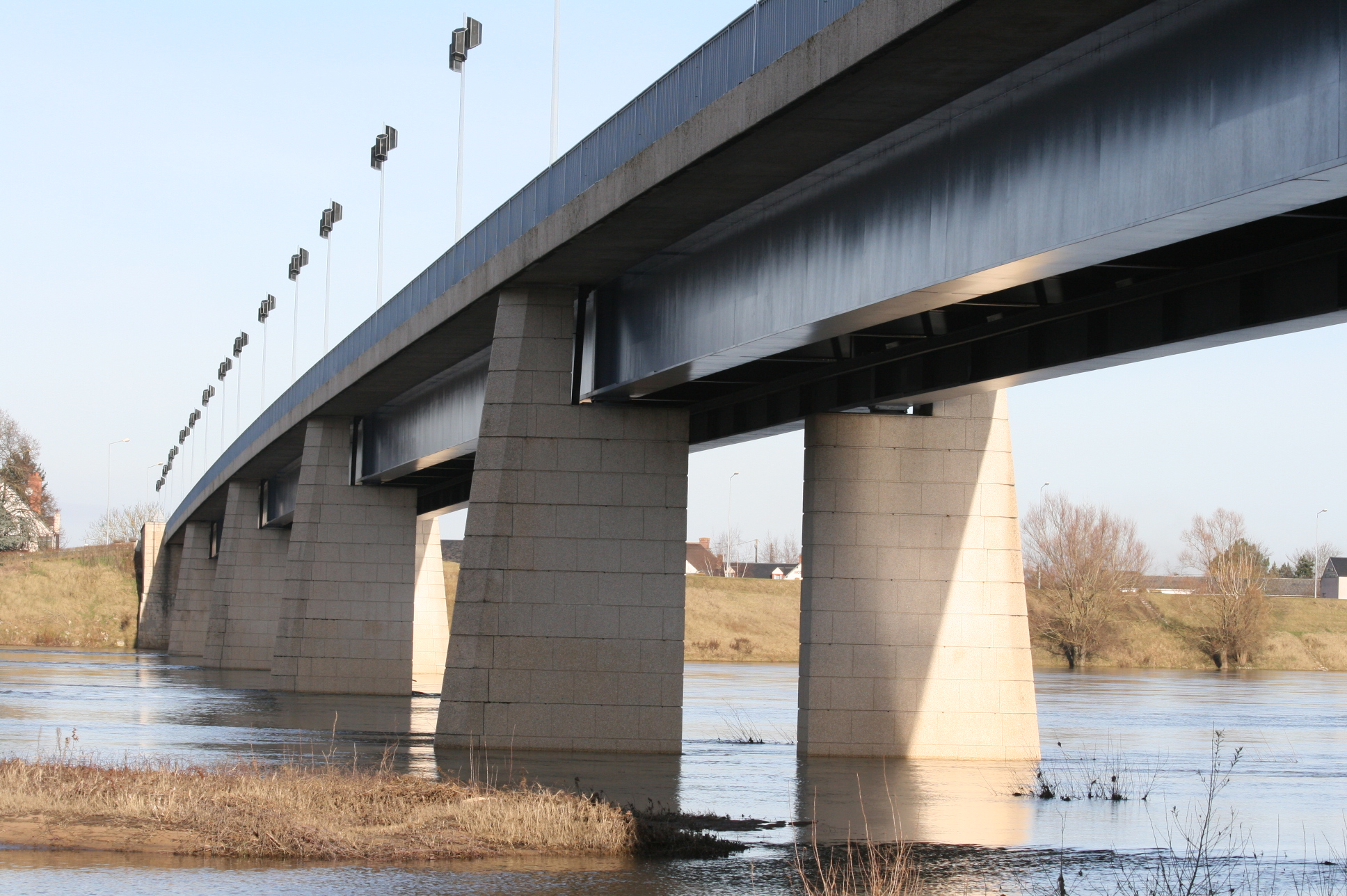
Le pont sur la Loire.
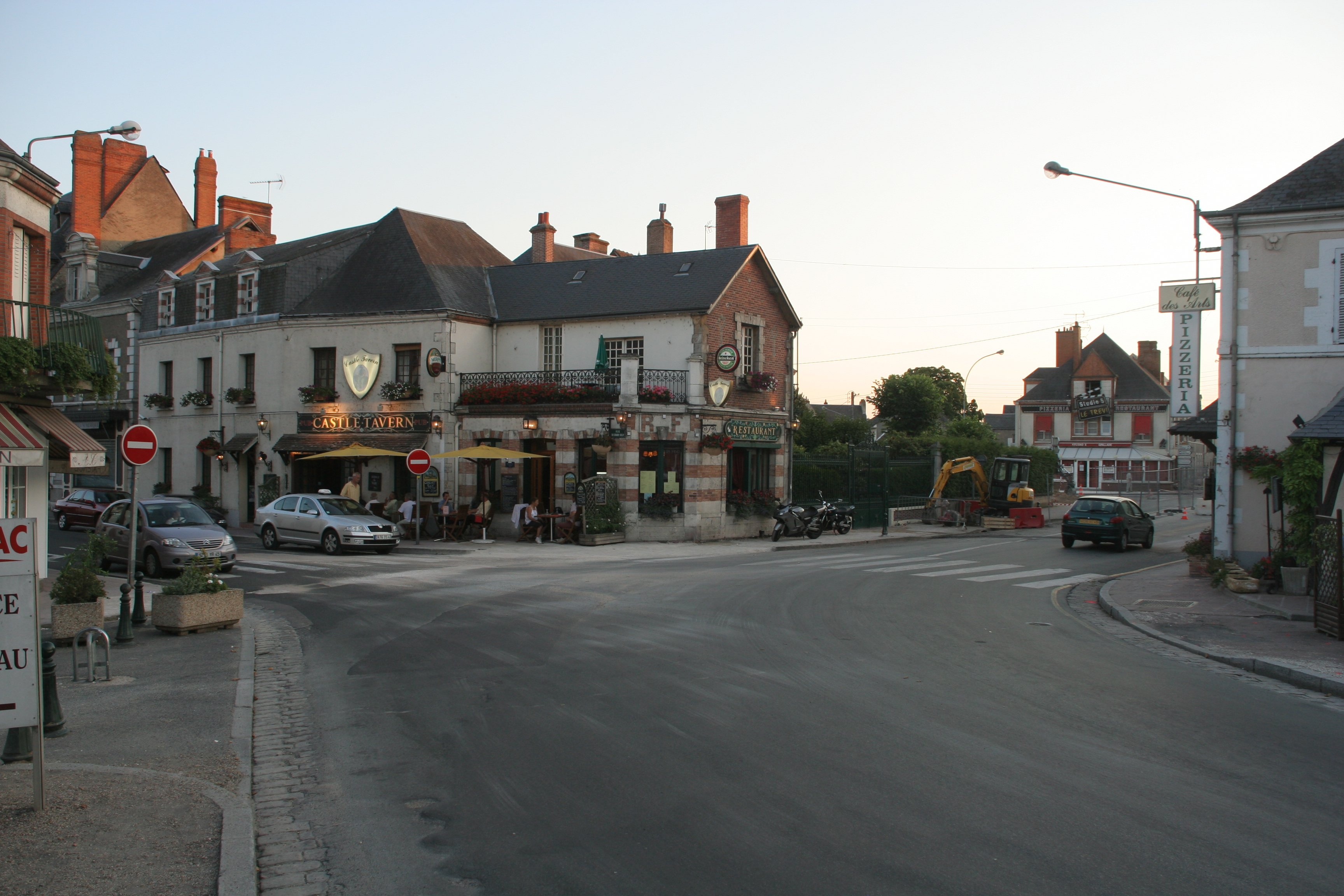
Le centre-ville.

### Sites et paysages remarquables
Le 30 novembre 2000, le Val de Loire, dans son cours moyen de Sully-sur-Loire (Loiret) à Chalonnes-sur-Loire (Maine-et-Loire), est inscrit sur la Liste du patrimoine mondial de l'organisation des Nations unies pour l'éducation, la science et la culture (UNESCO) comme « paysage culturel ». Cette inscription reconnaît au site une « valeur universelle exceptionnelle » fondée sur la densité de son patrimoine monumental, architectural et urbain, l'intérêt du paysage fluvial et la qualité exceptionnelle d’expressions paysagères héritées de la Renaissance et du Siècle des Lumières. Toute altération de la V.U.E. est considérée comme une perte pour la mémoire de l’Humanité. Le préfet de la région Centre, préfet coordonnateur, approuve le plan de gestion pour le Val de Loire patrimoine mondial par arrêté en date du 15 novembre 2012. Trente-cinq communes du Loiret sont concernées, dont Sully-sur-Loire qui a une frange de son territoire inscrite et le reste en zone tampon.

### Événements
- Le festival de Sully et du Loiret est un festival international de musique classique qui se déroule chaque année depuis 1973, en mai et juin[130] ;
- Fête de la Sange, en septembre ;
- Les Heures Historiques (Reconstitution historique multi-époques) en mai[131].
- Fête de la Saint Hubert et chapitre de la faisanderie en novembre : manifestation gastronomique.
- Marché le lundi.
- Sully Plage, de début juillet à début août.
- Marathon de l'Espoir, en décembre (évènement lancé en 2014).

### Gastronomie
- Divers gâteaux secs dont les croquets et les langues de femme (tuiles aux amandes et noisettes) ;
- Le pâté de faisan.

### Personnalités liées à la commune

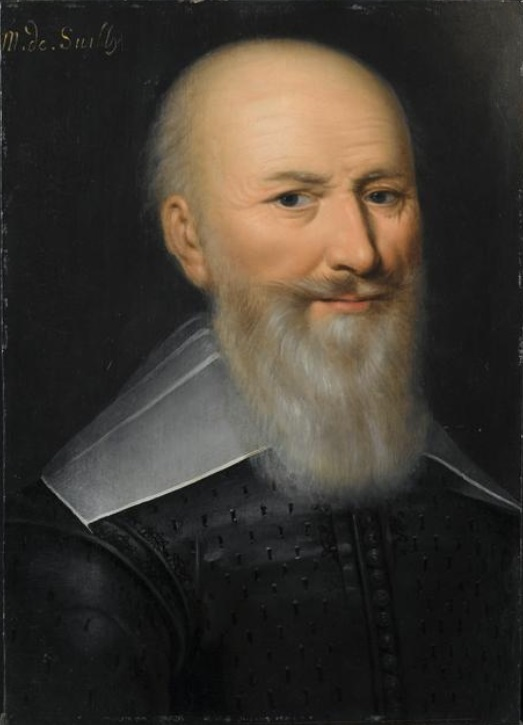
Maximilien-de-Sully dit Sully vers 1630.

- Saint Ithier, évêque de Nevers vers 691, est enterré en l'église-collégiale Saint-Ythier, à Sully-sur-Loire ;
- Maurice de Sully (1105/1120 - 1196), né à Sully-sur-Loire, évêque de Paris de 1160 à 1196, qui fit édifier Notre-Dame ;
- Pierre Roger de Beaufort (1329/1331 - 1378), a été archidiacre de Sully avant de devenir le dernier pape français en Avignon sous le nom de Grégoire XI[127] ;
- Georges de La Trémoille (v. 1382-1446), comte de Guînes, meurt le 6 mai 1446 au château de Sully-sur-Loire ;
- Maximilien de Béthune, duc de Sully, ministre d'Henri IV (1560-1641) ;
- Joseph-François-Édouard de Corsembleu (Sieur de Desmahis) (1722-1761), dramaturge français né à Sully-sur-Loire ;
- Henry Jahan (1811-1894), conseiller d'État, sénateur et président du conseil général du Loiret ;
- François Marie Villiers (1824-1885), homme politique, député du Finistère de 1876 à 1885.
- Marie-Madeleine Martin (1914-1998), historienne française née à Sully-sur-Loire ;
- Jean Gagnepain (1923-2006), anthropologue et linguiste français né à Sully-sur-Loire ;
- Jean-Pierre Door (1942-), homme politique né à Sully-sur-Loire ;
- Patrice Loko, footballeur français né à Sully-sur-Loire en 1970.